# Monuments de la laure de la Trinité-Saint-Serge

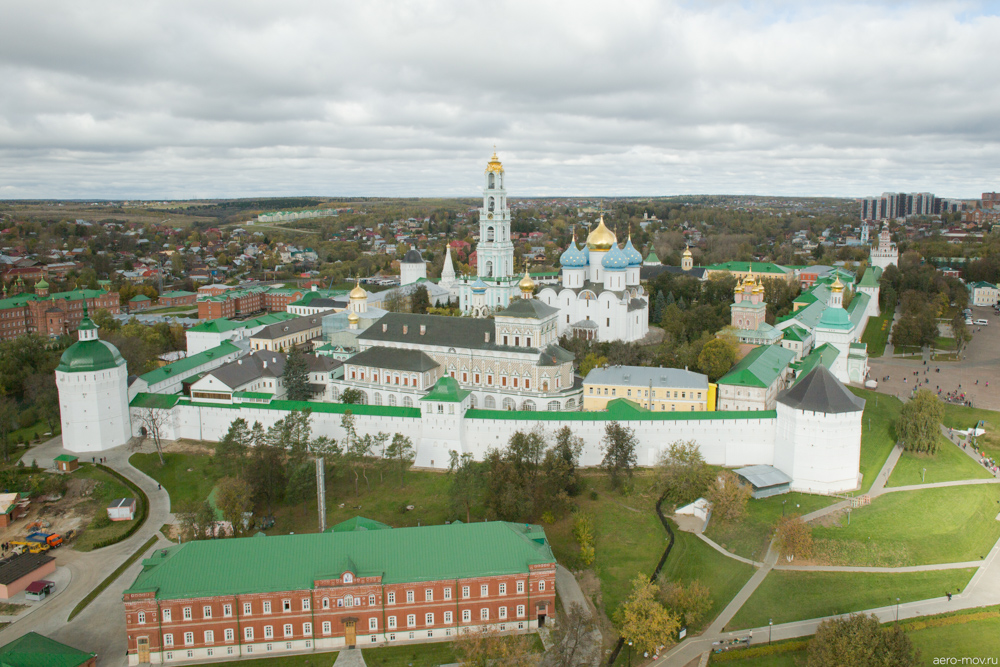
Vue aérienne de la laure de la Trinité-Saint-Serge

Les monuments de la laure de la Trinité-Saint-Serge, sont une vingtaine d'édifices remarquables, dont une dizaine d'églises, construits au fil des siècles, derrière leurs remparts de Serguiev Possad, et formant une laure. Les différents édifices ont été érigés sans planification géométrique initiale. L'ensemble de la laure de la Trinité-Saint-Serge fait partie de l'anneau d'or de Russie.   

## Histoire
C'est à soixante-dix kilomètres au nord de Moscou, au cœur de la forêt, que Serge de Radonège fonde, au XIVe siècle, le plus ancien monastère de Moscovie. Au XVe siècle les bâtiments monastiques sont entourés d'une enceinte en bois de forme rectangulaire. À l'intérieur de l'enceinte, apparaissent sans plan d'implantation fixe et rigide, les cellules des moines, la cathédrale de la Sainte-Trinité, l'église de l'Esprit-Saint, la cuisine et le réfectoire. Bien que l'ensemble des édifices aient été établis sans plan préalable leur unité de style leur a donné leur cachet exceptionnel. L'ensemble de la laure fait partie de la liste des édifices protégés par l'UNESCO depuis 1993. L'un des critères retenus par cette institution est le fait que la laure représente la fusion de l'architecture russe traditionnelle avec les architectures d'Europe occidentale pour donner naissance à une tradition caractéristique de l'Europe de l'Est. Un autre critère retenu est le fait qu'un complexe monastique orthodoxe actif avait une fonction militaire caractéristique au cours de sa période de développement entre les XVe et XVIe siècles.

### Remparts

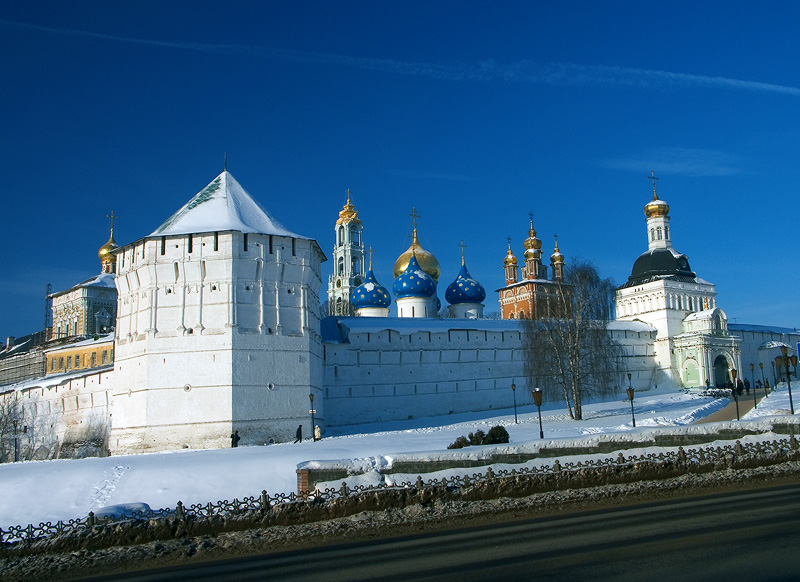
Remparts et porte sainte, Tour Belle XVIe-XVIIe s. et Tour du Vendredi (Piatniskaïa) 1540-1550 (no 16 et 17 sur le plan).

Un muraille quadrangulaire en briques rouges, sur le modèle de Kitaï-gorod de Moscou est construite dans les années 1540-1550. Longue de un kilomètre et demi, haute de cinq à cinq mètres cinquante, elle comprend douze tours dont certaines ont conservé leur aspect primitif comme celle de Piatniskaïa. Cette hauteur des murs permet de voir la silhouette des églises de l'extérieur. Des fossés et des étangs renforcent ou renforçaient le dispositif de défense par endroits.
Les paysans requis pour les travaux sont exonérés d'impôts durant la construction de défense du monastère tant l'ouvrage était considéré comme important pour les autorités. À l'époque des troubles (1584-1613) le monastère subit plusieurs sièges de la part des voïvodes Sapieha et Lisovski. Le monastère parvint à résister bien qu'en 1609 il n'y restât plus que cent-cinquante défenseurs.

### Édifices
| Dénomination                                                                        | Image                                                     | Époque d'édification | Notes |                   |
| Cathédrale de la Trinité (à gauche, chapelle Nikon)                                 |                                                           | 1422–1423            | Se trouvent dans la cathédrale : les reliques de Saint Serge de Radonège — dans son sanctuaire, dans la partie sud de la cathédrale. Des objets ayant appartenu au saint : skhima, crosse et deux assiettes liturgiques en bois. Des icônes du registre local de l'iconostase : « Saint-Serge-de-Radonège » XVe siècle, « La Sainte Trinité » (XVI s), icônes de la «Sainte-Face» (1674) et «Le Sauveur sur le Trône» (1684) du peintre Simon Ouchakov. | no 1 sur le plan  |
| Église du Saint-Esprit (Pentecôte)                                                  |                                                           | 1476–1477            | C'est une église au style bien particulier appelé église ijé sous les cloches. Selon la chronique l'église du Saint-Esprit a été construite par des maîtres de la ville de Pskov. Sa coupole était à l'origine en forme de casque et a été transformée en forme d'oignon en 1780. Elle est construite en briques, matériau nouveau à l'époque, au-dessus d'un socle en pierre blanche. Ses proportions sont raffinées et ses arcs de voûtes en pointe ainsi que la haute tour du clocher lui donnent une allure "dynamique". Les faux balustres en terre cuite et en faïence de couleur rouge-or sont parmi les plus anciennes connues. Le décor est enrichi encore par les pilastres en faisceau, la frise qui court en haut des absides, et par les icônes insérées dans les façades. L'intérieur de l'église est très sombre, ce qui explique l'absence de peinture murale jusqu'à la moitié du XVIIe siècle. | no 3 sur le plan  |
| Cathédrale de la Dormition                                                          |                                                           | 1559–1585            | La cathédrale a cinq coupoles a été érigée sur l'ordre d'Ivan le Terrible au centre du monastère à l'emplacement d'une ancienne église en bois. Le choix de la Dormition pour sa dédicace reprend un choix fait par les villes de Rostov Veliki, Souzdal, Vladimir et Moscou. Son volume est cubique et les absides sont de dimensions réduites. La forme sphérique des coupoles a été transformée en forme d'oignon au XVIIIe siècle. Le tambour central a été ajouté à la même époque. Se trouvent dans la cathédrale : - Les reliques de Innocent de Moscou (1797-1879 ) dans une châsse. - Le cercueil en bois de Serge de Radonège . - Des icônes du XVIe siècle du registre de l'iconostase : représentant « La Dormition de la Vierge Marie, Mère de Dieu », « La Sainte-Trinité » et «L'Annonciation à Marie »                                                                                           | no 4 sur le plan  |
| Chapelle Nikon (vue du côté de la façade)                                           |                                                           | 1623                 | La petite chapelle de Nikon est inspirée de l'architecture de Pskov. Elle est adossée à la cathédrale de la Trinité et leurs façades sont voisines. Sa décoration très riche lui confère beaucoup d'élégance du côté du chevet. Les murs y sont partagées par de fines demi-colonnettes reliées par des arcs brisés. Le toit est recouvert d'une coupole plus petite que celle de sa voisine. Se trouvent dans cette chapelle : - Les reliques de Nikon de Radonège qui était (higoumène)de la Trinité-Saint-Serge . - Une copie de l'icône de la Vierge Marie Mère de Dieu « Skoroposlouchnitsa » - Une pierre, relique du Saint-Sépulcre. | no 2 sur le plan  |
| Église Saints-Zosime-et-Sabbas dite aussi l'Hôpital ( Bolnitsa )                    |                                                           | 1635–1637            | Le toit pyramidal se distingue par son élégance. Des arêtiers soulignent les angles de la couverture. Des carreaux de faïence rehaussent le "chatior" (toit en forme de pyramide). Au XVIIe siècle elle était appelée "hôpital" du fait qu'elle accueillait une cinquantaine de malades qui pouvaient par un paperte accéder de leurs chambres à l'église sans passer par l'extérieur. À l'intérieur est placée une icône de Zosime et Savvati fondateurs du Monastère Solovetski. | no 5 sur le plan  |
| Tour des remparts de la laure appelée Outotchia                                     | Russia-Sergiev Posad-Troitse-Sergiyeva Lavra-Duck Tower-3 | 1650                 | La tour fait partie du système défensif de la laure et est percée de meurtrières. Quand elle a perdu sa signification défensive elle a servi de château d'eau. Le trop plein d'eau a provoqué la formation de glace sur les murs qui endommagé le bâtiment. Elle n'a retrouvé son allure primitive qu'après restauration. Elle a la forme d'un octaèdre et les rapports entre les proportions de la partie supérieure et de la partie inférieure sont considérés comme parfait en architecture | no 25 sur le plan |
| Palais de la tsarine à la Trinité-Saint-Serge dite aussi église-Trapeznaïa          |                                                           | 1686–1692            | Ce palais est destiné au tsar et à sa famille. Les salles d'apparat sont disposées en enfilade le long de la façade. La décoration est riche et variée. Les murs sont peints pour imiter le bossage en pointe de diamant. Les fenêtres sont encadrées de carreaux de faïence aux couleurs vives. Le plan est rectangulaire et se rapproche des demeures ordinaires si ce n'est le luxe de la décoration. C'est le plus important édifice civil dans la Laure. | no 5 sur le plan  |
| Église de la Nativité de Saint Jean le Baptiste                                     |                                                           | 1693–1699            | Cette église de style baroque moscovite de la fin du XVIIe siècle fait partie du complexe d'entrée au monastère et son portail sert de continuation à l'entrée en bordure des murs des remparts. L'église est utilisée encore aujourd'hui comme lieu de culte. C'est la famille du marchand Stroganov qui a financé sa construction alors que la plupart des autres édifices ont été financés par la noblesse. Le style de l'église est baroque Stroganov | no 8 sur le plan  |
| Église de l'Apparition de la Sainte Vierge aux Saints Apôtres (église Mikheevskaïa) |                                                           | 1732–1734            | Cette petite église contient des reliques de Mikheï de Radonège (?-1385). C'était un disciple et compagnon de cellule de Serge de Radonège. Il atteignit un haut degré de spiritualité. L'impératrice Anna Ivanovna (1693-1740) décida de lui faire construire cette chapelle,. | no 7 sur le plan  |
| Clocher                                                                             | Clocher                                                   | 1740-1770            | Le clocher de la laure est construit à l'emplacement de l'ancienne église construite en 1621 (église de Michael Malein) le bâtiment le plus élevé de celle-ci. Il mesure 88 mètres de haut. Il est situé à proximité immédiate de la Sainte-Trinité et de la cathédrale de la Dormition. Sa base est large et surmontée de quatre niveaux comprenant chacun un clocher. La tour abritait autrefois 50 cloches dont la moitié a été fondue dans les années 1930. Le toit décoratif est plaqué or. L'horloge a été ajoutée en 1784. Ce clocher représente l'achèvement de l'ensemble architectural. Monumental et léger il s'adapte au caractère du monastère. Son décor baroque fait ressortir les classicisme des volumes blancs à l'ancienne | no 11 sur le plan |
| Église de l'icône de Smolensk de la Mère de Dieu Odigitria                          |                                                           | 1746–1753            | C'est un édifice plus récent construit durant le règne de l'impératrice Elisabeth en style baroque. On y trouve une copie vénérée de l'icône de Notre-Dame de Smolensk. | no 9 sur le plan  |
| Chapelle de l'Assomption (Dormition) sur le puits.                                  |                                                           | fin du XVIIe siècle  | La chapelle est située en face de la Cathédrale de la Dormition. C'est ici que les fidèles recueillent de l'eau bénite réputée, selon les croyants, guérir des maladies. Les différents éléments décoratifs nombreux en façade donnent un aspect soigné et solennel à la chapelle. | no 10 sur le plan |
| Plan du site de la Laure                                                            |                                                           |                      | * 1/ Cathédrale de la Trinité. * 2/ Église Nikon * 3/ Église de la Pentecôte * 4/ Cathédrale de la Dormition * 5/ Église Saints-Zosime-et-Sabbas * 6/ Trapeznaïa * 7/ Église Mikeevskaïa * 8/ Nativité de Saint Jean le Baptiste * 9/ Église de l'icône de Smolensk * 10/ chapelle * 11/ Clocher * 12/13/14/15/ Divers * 16/ Saintes portes * 17 à 26 / Dix tours des remparts |                   |

### Transformations des siècles récents
Aux XVIIe siècle et XVIIIe siècle, la laure devient une véritable agglomération. Elle est classée comme ville en 1778 sous le nom de Sergiev Possad. La laure est le foyer architectural de toute la ville. Les vues du monastère depuis la route de Moscou deviennent un motif privilégié pour les artistes. La présence de murailles puissantes n'empêche pas de voir l'intégralité du monastère 